# Тетекьой
Тетекьой (на турски: Teteköy) е село в Източна Тракия, Турция, Вилает Родосто.

## География
Селото се намира на 17 километра югозападно от Малгара.

## История
Според статистиката на професор Любомир Милетич в 1912 година в Тетекьой живеят 50 гръцки семейства.